# Братя Мормареви
Братя Мормареви е литературен псевдоним на писателския екип Марко Стойчев и Мориц Йомтов. Екипът създава множество сценарии за популярни български филми.

## Произведения

### Сценарии
- 1965 г. – Старинната монета
- 1971 г. – Таралежите се раждат без бодли
- 1972 г. – С деца на море
- 1973 г. – Сиромашко лято
- 1974 г. – Изпити по никое време
- 1974 г. – Нако, Дако, Цако – моряци
- 1976 г. – Два диоптъра далекогледство
- 1979 г. – Войната на таралежите
- 1980 г. – Двойникът
- 1983 г. – Васко да Гама от село Рупча
- 1987 г. – 13-та годеница на принца
- 1989 г. – Мъже без мустаци

Братя Мормареви. И двамата са родени във Варна, и двамата умират от рак на белите дробове - Мориц през 1992 г. в Израел, Марко през 2006 г. в София. Двамата са различни по характер, натюрел и образование, но киното ги обединява в авторски тандем. 
Мориц Йомтов завършва Американския колеж и химия в  Софийския университет (СУ). Работи в редакция „Предавания за чужбина“ на БНР. Изключителен ерудит, става професор по биохимия, дълги години е на различни изборни длъжности във Федерацията на европейските биохимични дружества, става и неин генерален секретар. Говори английски, френски, немски и руски език.
Марко Стойчев завършва английска филология също в СУ. 15 години е главен редактор в редакция „Хумор, сатира и забава“ на БНР. Тъй като открито подкрепя Пражката пролет в Чехословакия, през 1968 е уволнен и 3 години е без работа. През 1971 г. е реабилитиран и Иван Славков го кани във филмовата редакция на  БНТ. Дълги години е един от най-активните деятели на Световната асоциация за детско кино (СИФЕЖ).
БНР е мястото, където Мориц и Марко стават Братя Мормареви. В началото на филмовата им кариера много хора наистина мислят, че те са братя. Мормареви започват с общи фейлетони във в. „Стършел“. Почти всеки следобед двамата сядат в кухничката на Мориц Йомтов на ул. „Шипка“.
Двамата се редуват на пишещата машина, но по-често зад нея е Марко Стойчев. „Не можех да мисля, ако тя не беше пред мене“, признава след години по-малкият „брат“. Синът му Кънчо Стойчев, известен днес социолог, разказва още нещо интересно. И двамата лудо обичат кашкавал, особено балкански, и увлечени в игра и творчество понякога изяждали цяла пита. И ако през 70-те години на миналия век „Млечна промишленост“ е преизпълнявала плана си за кашкавала, това се дължи и на братя Мормареви. През това време те написват цели 10 сценария за игрални филми и телевизионни сериали.
За свой кръстник смятат Анжел Вагенщайн. Той чете фейлетоните им в „Стършел“ и веднъж подхвърля: „Абе, вие двамата защо не напишете сценарий за комедия, голям глад има за този жанр...“ Така написват сценария „Старинната монета“. Филмът излиза през 1965 г. и е копродукция с ГДР. Главните роли в него играят модерната тогава наша поп певица Лиана Антонова и източногерманската звезда Манфред Круг.
Братя Мормареви обаче стават известни най-вече с детските си филми. Само че до първия от тях – „Таралежите се раждат без бодли“, ще минат цели 6 години. Заради политическия „грях“ на Марко Стойчев, подкрепил опита на чехословашкия лидер Александър Дубчек да направи „социализъм с човешко лице“.
След години двамата признават, че никога не са смятали да пишат киносценарии предимно за деца. Като фейлетонисти и хумористи те винаги търсят смешното в живота. И тъй като хуморът обикновено се ражда от някаква деформация, те намират „ключа от квартирата“ (по израза на Илф и Петров) в детската гледна точка към света, като я деформират допълнително с много хумор и сатира.
„А може би деформацията най-много ни се удава – казват „братята“ в началото на творческата си кариера. – Затова не обичаме да чуваме, че сме затънали в детска тематика. По правилно е да се каже, че все още съумяваме да си държим главите над водата. Иначе на други теми сме се давили...“
След години обаче, когато имат 5 – 6 детски филма зад гърба си, двамата се коригират: „Пишем за възрастни, но с герои деца. После се оказа, че това били детски филим, защото каквото и да напишем с герои деца, критиците все го определят като „детско“. Не се възпротивихме, дори с удоволствие приехме съдбата на „детски автори“, защото обикнахме тази публика. Тя е най-благодарна и искрена, с по-спонтанни реакции.“
Така двамата написват и сценариите на „С деца на море“, „Изпити по никое време“, „Войната на таралежите“, „Задача с много неизвестни" и др.
Всеки от двамата има право на вето. (С такова вето Луис Бунюел и Салвадор Дали сътворяват филма си „Андалузкото куче“. Но тяхното е сюрреализъм, докато Мормареви пишат социалистически реализъм).
„Най-напред обсъждаме идеята, пръкнала се след много разговори и ядене на кашкавал – разказва Марко Стойчев преди години. – После постепенно надхвърляме план на сценария. Всеки казваше какво мисли, без да се притеснява от другия, просто мислехме на глас. Това е фактически нашата „тайна“ – мисленето на глас. Да мислиш на глас, е все едно да се разсъбличаш пред някого, а пред всекиго човек не може да се съблича. Трябва да му е много близък, да не се срамува от изказаната глупава мисъл. Не зная как е при други автори, но при нас от десет мисли девет бяха глупави и чак в десетата можеше да има някакво зрънце. Но пък понякога от най-глупавата мисъл на единия се раждаше нещо умно у другия...“
Когато са на върха на славата като детски автори, те изведнъж получават нареждане от „горе“ да напишат филм за пенсионерите.
Те, разбира се, се справят – след филм за пионерите и филм за пенсионерите – „Сиромашко лято“. Двамата обяснавят творческото си салтомортале много образно: „Докато писахме сценария, установихме, че има доста съществена прилика между децата и пенсионерите. И едните, и другите са материално осигурени и хлябът им не зависи от тяхното поведение. И едните, и другите си фантазират, без да е необходимо да се съобразяват с реалната действителност. Така че темата за пенсионерите изведнъж се оказа много близка до нас...“
Десет години акад. Азаря Поликаров не оставя на мира „братята“, докато не напишат сценария на „Двойникът“. Още когато той е млад учен, им се оплаква, че е претоварен с много работа, част от която е чиновническа и несвойствена за него. И добавя: „От това става филм!“
Братя Мормареви признават, че темата за двойниците е стара колкото и самото кино.  Тодор Колев признава, че във „Двойникът“ е дал най-доброто от себе си.
Тежката болест на Мориц Йомтов разделя „братята“, той отива да се лекува в Израел. Марко Стойчев остава сам и тогава с него се случва истинско чудо.
Една нощ сънува идея за филм: как от небето върху главния герой се стоварва труп. И това е неговата собствена съвест. Режисьорът  Иван Андонов прегръща идеята на Стойчев и така се появява филмът „Адио, Рио“.
След като го гледа, тогавашният шеф на кинематографията Людмил Стайков казва: „Този филм е като шампанско!“